# Tauchira vietnamensis
Tauchira vietnamensis är en insektsart som beskrevs av Sergey Storozhenko 1992. Tauchira vietnamensis ingår i släktet Tauchira och familjen gräshoppor. Inga underarter finns listade i Catalogue of Life.